# Arpke
Arpke is een dorp in de Duitse gemeente Lehrte, deelstaat Nedersaksen, en telt 2.879 inwoners (31-12-2016).
De naam van het reeds sinds de middeleeuwen bestaande dorp wordt geduid als aar-beeke, adelaarsbeek, vandaar de adelaar in het dorpswapen.
Arpke ligt ten oost-noordoosten van de hoofdplaats Lehrte.
Het dorp wordt ten dele door ecologisch waardevol bos, met een grote soortenrijkdom, omgeven.
Op 9 juli 1553 vond tussen Arpke en het westelijke buurdorp Sievershausen de Slag bij Sievershausen plaats. 
Bij het dorp staat het gereconstrueerde ijzertijdhuis en -museum  Zum Grafhorn, dat een museale en educatieve functie heeft. Men kan er informatie over het dagelijks leven in de ijzertijd verkrijgen.

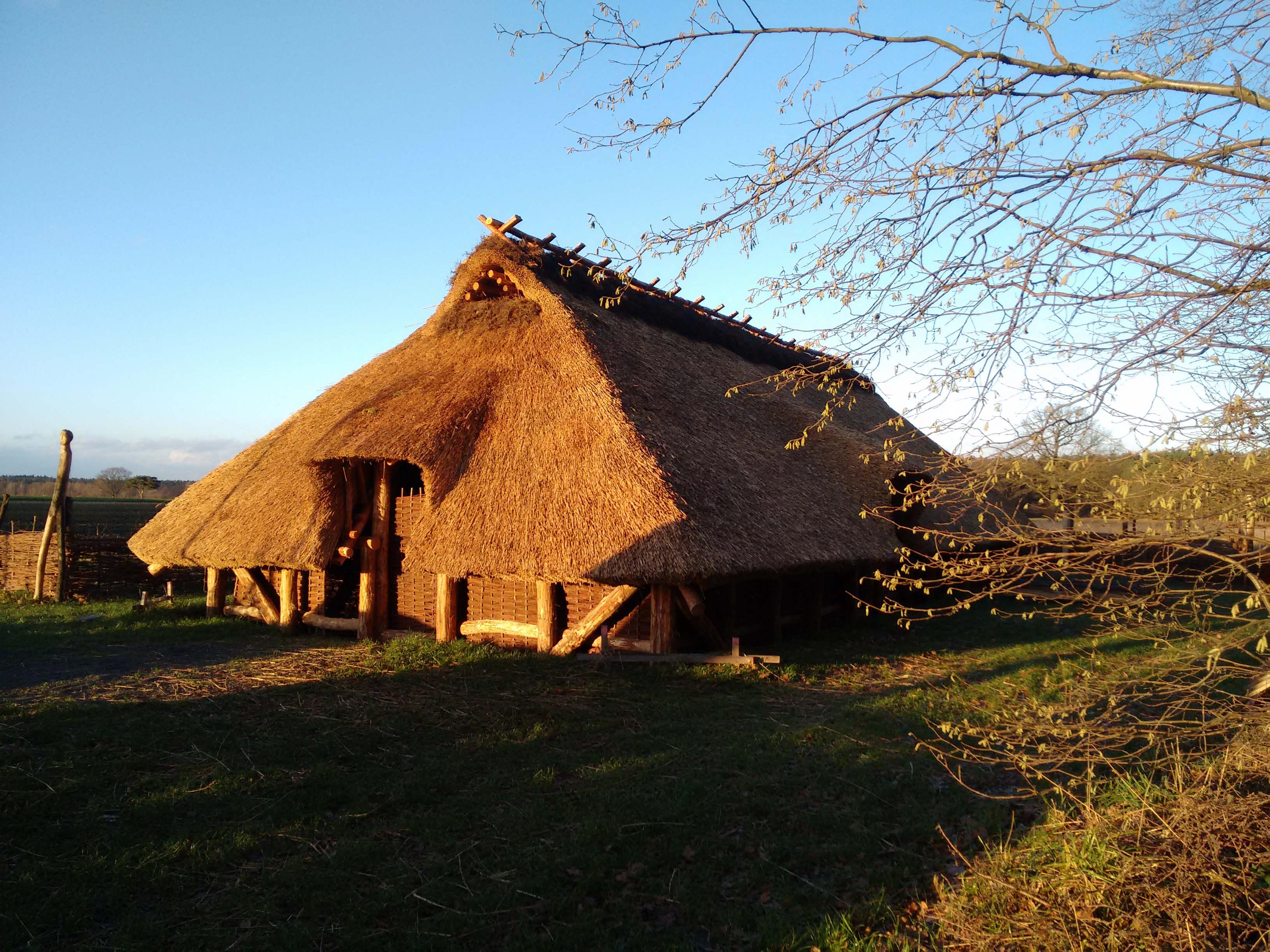
IJzertijdhuis en -museum bij Arpke

Zie verder onder Lehrte.